# Taciturna
Taciturna is een geslacht van rechtvleugeligen uit de familie krekels (Gryllidae). De wetenschappelijke naam van dit geslacht is voor het eerst geldig gepubliceerd in 1987 door Otte.

## Soorten
Het geslacht Taciturna omvat de volgende soorten:
- Taciturna dlinza Otte, 1987
- Taciturna knysna Otte, 1987